# Mazamorra
La mazamorra è un alimento popolare a base di mais, che si prepara in molti paesi ispanici (Argentina, Cile, Colombia, Perù, etc.). La mazamorra di Cordova (Spagna) è invece una zuppa fredda che non contiene mais.

## Mazamorra di Antioquia
Particolarmente nel dipartimento di Antioquia (Colombia), la mazamorra è semplicemente mais ben cotto.
La sua preparazione consiste in far bollire il mais in acqua per varie ore, finché non rimane completamente bianco.
Perché il chicco diventi sufficientemente morbido, è opportuno lasciarlo in ammollo durante tutta la notte precedente alla cottura.
Quando bolle, si aggiunge un pizzico di bicarbonato di sodio. Dal momento che il mais, dopo questa preparazione, può risultare insipido, può essere opportuno combinarlo con altri sapori, specialmente dolci, come la panela (un dolcificante derivato dalla canna da zucchero) e lo zucchero.
La mazamorra antioqueña di solito si accompagna con latte e si serve in tazze grandi.
In alcune regioni questo preparato a base di mais si beve anche in forma di brodo, o con un pezzo di carne bollita o arrosto.

## La mazamorra morada peruviana
La mazamorra morada del Perù, è un dolce a base di maizena (amido di mais), maíz morado (un particolare tipo di mais di colore viola) e pezzi di frutta.

## Mazamorra cordobese
La mazamorra tipica del comune spagnolo di Cordova: è una zuppa simile al salmorejo, a base di pane, uovo, aglio, aceto e sale, ma, al posto di pomodori e peperoni (presenti nel salmorejo) ha uova sode e olive nere come guarnizione.